# Соловьёв, Вячеслав Дмитриевич
Вячеслав Дмитриевич Соловьёв (14 января 1925, ж.д. станция Вешняки, Московский уезд, Московская губерния, РСФСР, СССР — 7 сентября 1996, Москва, Россия) — советский футболист (нападающий, полузащитник) и футбольный тренер.

## Биография
Воспитанник футбольных школ «Локомотив» и СКИФ. Карьеру футболиста начал в «Локомотив» Москва.
Заслуженный тренер УкрССР (1961). Заслуженный тренер ГрузССР (1968). Заслуженный тренер УзбССР (1972).
Участник Великой Отечественной войны. Состоял в КПСС.

## Карьера

### В качестве футболиста
- «Локомотив» Москва 1944
- ЦДКА Москва 1945—1952
- МВО Москва 1953
- «Торпедо» Москва 1953—1954

### В качестве тренера
На тренерской работе с 1954 года:
- Главный тренер команды «Крылья Советов» Куйбышев октябрь 1954—1957
- Главный тренер юношеской сборной СССР 1959[3]
- Тренер — консультант клубных команд Китая 1959
- Главный тренер «Динамо» Киев 1959—1962
- Главный тренер Олимпийской сборной СССР 1962—1964
- Главный тренер ЦСКА 1963—1964
- Главный тренер «Динамо» Москва 1965—1966, 1980—1983
- Главный тренер «Динамо» Тбилиси 1967—1968
- Главный тренер «Динамо» Ленинград 1969—1971
- Главный тренер «Пахтакор» 1972—1975
- Главный тренер ФК «Нефтчи» Баку 1985
- Главный тренер «Таврия» Симферополь 1987—1988
- Тренер-консультант «Памир» Душанбе 1989—1990
- Главный тренер «Алга» Фрунзе 1991—1992
- Главный тренер ЦСКА Ташкент 1992—1993
- Гостренер 1958, 1983, 1984
- Заместитель начальника Управления футбола Спорткомитета СССР 1976—1980
- Директор ЭШВСМ Москва 1985—1986

## Достижения

### В качестве футболиста
- Чемпион СССР 1946, 1947, 1948, 1950, 1951 гг.;
- Обладатель Кубка СССР 1948, 1951 гг.

### В качестве тренера
- Чемпион СССР: 1961

## Награды
- Орден «Знак Почёта» (27.04.1957) — за успехи, достигнутые в деле развития массового физкультурного движения в стране, повышения мастерства советских спортсменов, и успешное выступление на международных соревнованиях